# Werner Jacob (Regisseur)
Werner Jacob (* 7. August 1906; † 1971 in Zürich-Fällenden) war ein deutscher Theater- und Opernregisseur und Intendant.

## Leben und Wirken
Um 1930 wurde Jacob Regisseur beim Breslauer Opernhaus und bei der „jungen Bühne“ des Breslauer Stadttheaters. Im Juni 1931 inszenierte er hier eine Aufführung von Bertolt Brechts Lehrstück (Dirigent: Carl Schmidt-Balden). 1932 inszenierte er die Bühnenbearbeitung von Erich Kästners Hörspiel Leben in dieser Zeit (1929) am Breslauer Stadttheater, in der mit Herbert Brunar, Ernst Busch und Kaete Nick-Jaenicke zentral Mitwirkende der Ursendung im Radio auf der Bühne agierten.
1942 und 1943 wirkte Jacob am Deutschen Nationaltheater in Weimar, wo er u. a. Richard Wagners Lohengrin inszenierte (musikalische Leitung: Paul Sixt).
Während der Spielzeit 1951 und 1952 hatte Jacob ein Engagement an der Oper in Frankfurt: Hier inszenierte er als Regisseur u. a. Aufführungen von Giuseppe Verdis Falstaff (Musikalische Leitung: Bruno Vondenhoff), Wagners Meistersinger von Nürnberg (Musikalische Leitung: Bruno Vondenhoff), Brecht und Dessaus Verurteilung des Lukullus (Musikalische Leitung: Hermann Scherchen), Georges Bizets Carmen (Musikalische Leitung: Georg Solti), Giuseppe Verdis Macbeth (Musikalische Leitung: Vondenhoff), Verdis Otello (Musikalische Leitung: Georg Solti), Mozarts Don Giovanni (Musikalische Leitung: Solti) und Franz Lehárs Die lustige Witwe.